# 6223 Dahl
Dahl (asteroide 6223) é um asteroide da cintura principal, a 2,4146122 UA. Possui uma excentricidade de 0,1182712 e um período orbital de 1 655,25 dias (4,53 anos).
Dahl tem uma velocidade orbital média de 17,99851088 km/s e uma inclinação de 3,85059º.
Este asteroide foi descoberto em 3 de Setembro de 1980 por Antonín Mrkos.